# Дор (город в Германии)
Дор (нем. Dohr) — община в Германии, в земле Рейнланд-Пфальц.
Входит в состав района Кохем-Целль. Подчиняется управлению Кохем-Ланд. Население составляет 675 человек (на 31 декабря 2010 года). Занимает площадь 5,02 км².